# Polyandrocarpa rollandi
Polyandrocarpa rollandi is een zakpijpensoort uit de familie van de Styelidae. De wetenschappelijke naam van de soort is voor het eerst geldig gepubliceerd in 1961 door Tokioka.